# Soirée de combat UFC : Lopes contre Silva
La Soirée de combat UFC : Lopes contre Silva (également connue sous le nom d' UFC Fight Night 259 et Noche UFC 3 ) est un événement d'arts martiaux mixtes produit par l'Ultimate Fighting Championship qui est prévu le 13 septembre 2025 au Frost Bank Center à San Antonio, Texas, États-Unis. 

## Contexte
L'événement marquera la quatrième visite de la promotion à San Antonio et la première depuis l'UFC sur ESPN : Vera contre Sandhagen en mars 2023. 
Il s'agira également du troisième événement annuel « Noche UFC » commémorant le jour de l'indépendance du Mexique, après la Soirée de combat UFC : Grasso contre Shevchenko 2 de septembre 2023 et l'UFC 306 de septembre 2024. La carte devait initialement avoir lieu à Guadalajara, au Mexique, et servir d'UFC 320, mais elle a été déplacée à San Antonio (et transformée en événement Soirée de combat) en raison du blocage de la construction de l'Arena Guadalajara,.  
Un combat de poids plume entre l'ancien challenger du championnat poids plume de l'UFC Diego Lopes et Jean Silva est prévu en tête d'affiche de cet événement. 
Un combat de poids paille féminin entre les anciennes challengers du Championnat poids paille féminin de l'UFC Amanda Lemos et Tatiana Suarez (également gagnante de The Ultimate Fighter: Team Joanna vs. Team Cláudia en poids paille) est prévu pour cet événement. Elles devaient initialement se rencontrer à l'UFC 298 en février 2024, mais Suarez s'était retirée de l'événement en raison d'une blessure. 
Sedriques Dumas et Zachary Reese doivent se rencontrer dans un combat de poids moyen lors de l'événement. Ils devaient initialement se rencontrer à l'UFC 311 en janvier, mais Dumas s'était retiré de l'événement pour des raisons inconnues. 
Édgar Cháirez devait affronter Alessandro Costa dans un combat de poids mouche lors de l'événement. Cependant, Cháirez s'est retiré fin juillet en raison d'une jambe cassée et a été remplacé par Alden Coria,.
Un combat de poids coq féminin entre l'ancienne championne des poids coq féminins de l'UFC Raquel Pennington et Norma Dumont était prévu pour cet événement. Cependant, Pennington a dû se retirer en raison d'une blessure non divulguée, le combat a donc été retiré de la carte,.
La finale des poids welters de The Ultimate Fighter : Team Cormier vs. Team Sonnen entre Rodrigo Sezinando et Daniil Donchenko est prévue lors de l'événement. Ils devaient initialement concourir à l'UFC 319 un mois auparavant, mais le combat a été déplacé sur cette carte en raison d'une blessure subie du côté de Sezinando.

## Carte de combats
| Carte principale (ESPN+)  | Carte principale (ESPN+) | Carte principale (ESPN+) | Carte principale (ESPN+) | Carte principale (ESPN+) | Carte principale (ESPN+) | Carte principale (ESPN+) | Carte principale (ESPN+) |
| Catégorie                 |                          |                          |                          | Méthode                  | Round                    | Chrono.                  | Notes                    |
| ------------------------- | ------------------------ | ------------------------ | ------------------------ | ------------------------ | ------------------------ | ------------------------ | ------------------------ |
| Poids Plumes              | Diego Lopes              | c.                       | Jean Silva               |                          |                          |                          |                          |
| Poids Légers              | Rafa García              | c.                       | Jared Gordon             |                          |                          |                          |                          |
| Poids Moyens              | José Daniel Medina       | c.                       | Duško Todorović          |                          |                          |                          |                          |
| Cartepréliminaire (ESPN+) |                          |                          |                          |                          |                          |                          |                          |
| Poids Légers              | Claudio Puelles          | c.                       | Joaquim Silva            |                          |                          |                          |                          |
| Poids Pailles Femmes      | Tatiana Suarez           | c.                       | Amanda Lemos             |                          |                          |                          |                          |
| Poids Moyens              | Zachary Reese            | c.                       | Sedriques Dumas          |                          |                          |                          |                          |
| Poids Mouches             | Jesús Santos Aguilar     | c.                       | Luis Gurule              |                          |                          |                          |                          |
| Poids Coq Femmes          | Montserrat Rendon        | c.                       | Alice Pereira            |                          |                          |                          |                          |

## Combats annoncés
- Combat de poids coq : Rob Font contre Raul Rosas Jr. [18]
- Combat de poids mouches : Alessandro Costa contre Alden Coria [11]
- Combat de poids coq : Carlos Vera contre David Martinez [19]
- Combat de poids moyens :  Kelvin Gastelum contre Dustin Stoltzfus[20]
- Combat de poids welter : Rodrigo Sezinando contre Daniil Donchenko[16]